# Harvest Moon 2 GBC
Harvest Moon 2 GBC, phát hành ở Nhật Bản với tên Bokujō Monogatari GB2 (牧場物語GB2), là một trò chơi video mô phỏng trang trại dành cho máy Game Boy Color. Victor Interactive Software phát triển và xuất bản trò chơi ở Nhật Bản ngày 6 tháng 8 năm 1999, Natsume phát hành ở Bắc Mỹ ngày 7 tháng 11 năm 2000. Game cũng phát hành trên Nintendo 3DS thông qua Virtual Console vào ngày 16 tháng 10 năm 2014 tại Bắc Mỹ. Đây là trò chơi thứ hai trong loạt Story of Seasons trên máy chơi trò chơi điện tử cầm tay.
Mục tiêu của trò chơi là khôi phục một trang trại để ngăn việc đất đai canh tác bị biến thành một công viên giải trí. Cũng giống như trò chơi trước, người chơi có thể chọn vào vai một cậu bé hoặc một cô bé.

## Lối chơi
Có một số điểm khác biệt giữa trò chơi này và các phần trước trên Game Boy. Một số điểm khác biệt chính giữa Harvest Moon GB và Harvest Moon 2 GBC là trong Harvest Moon 2 GBC người chơi có thể xây chuồng cừu và mua cừu, xây nhà kính, và đi bộ quanh thị trấn. Mục tiêu ban đầu là trong thời hạn ba năm, người chơi phải mở rộng trang trại bằng cách trồng trọt và bán sản phẩm từ đồng ruộng như rau củ quả, và chăn nuôi gia cầm gia súc. Ngoài ra còn có rất nhiều bí mật để mở khóa trong trò chơi.
Vào cuối năm đầu tiên, thị trưởng thành phố sẽ trở lại trang trại để kiểm tra. Nếu ông ta cho rằng trang trại đang phát triển tốt thì người chơi có thể tiếp tục chơi những năm sau đó. Nếu ông nghĩ rằng trang trại không thành công, một cơ hội thứ hai sẽ hiện ra và người chơi lại có thể hồi sinh trang trại lại từ đầu.

### Cây trồng
Công việc đồng áng là nguồn thu nhập chính trong Harvest Moon 2 GBC. Hạt giống sau khi gieo trồng phải được tưới nước hàng ngày cho đến khi thu hoạch mới có thể đem bán. Một số cây trồng có thể thu hoạch nhiều lần. Có thể trồng trọt bất kỳ mùa nào trong bốn mùa. Nếu bạn xây nhà ở, bạn có thể trồng hoa và thảo mộc, bất kể mùa nào.

### Động vật
Vào đầu trò chơi, người chơi sẽ được tùy chọn nuôi một con chó hoặc một con mèo. Các vật nuôi sẽ ảnh hưởng một chút đến lối chơi. Vật nuôi có nhiều khả năng khác nhau và có lợi cho trang trại. Con chó sẽ xua những con chó hoang hoặc cáo tránh xa trang trại vào ban đêm, và con mèo đôi khi mang hạt giống về nhà. Thú cưng phải ở ngoài mới có ích, chúng có thể ở ngoài trời cả ngày lẫn đêm, ngay cả khi thời tiết xấu. Người chơi sau một khoảng thời gian nhất định (thường là vào mùa thu 1, năm đầu tiên) có thể có một con ngựa để cưỡi và cũng có thể phụ giúp việc trong trang trại. Mặc dù con ngựa có trí thông minh hơi kém và nó thích bỏ chạy mỗi khi người chơi cố gắng để đồ lên yên ngựa.
Gia súc trong trò chơi này là bò, gà và cừu. Bò cần chải lông và cho ăn hàng để để vắt sữa, tối đa có thể có bốn con bò. Một con bò có 8 tim trở lên sẽ tạo ra Sữa lớn. Chúng sẽ trở nên gắt gỏng và ngừng sản xuất sữa trong ba ngày nếu người nuôi không cho chúng ăn và chải lông cho chúng. Gà sẽ đẻ một quả trứng mỗi ngày, trừ phị người chơi quên cho ăn, tối đa có thể có bốn con gà. Cừu sản xuất len. Khi cừu có xếp hạng hạnh phúc cao hơn sẽ tạo ra những miếng len lớn hơn, tối đa có có thể có bốn con cừu. Chúng vẫn tạo ra len ngay cả khi buồn. Cừu sẽ mọc lại lông sau mỗi 9 ngày.

### Công cụ và mặt hàng
Có rất nhiều công cụ trong Harvest Moon 2 GBC và chúng đều có thể được nâng cấp sau này. Công cụ được sử dụng để làm việc nhà, chăm sóc gia súc và chăm sóc cây trồng.

### Thu thập và giao dịch
Đây là tựa game đầu tiên trong loạt giới thiệu chức năng thu thập động vật hoang dã. Cũng là lần đầu tiên cá không được phân loại theo kích cỡ (nhỏ, trung bình, lớn) như trong các phần trước, mà thay vào đó là phân loại theo loài của riêng chúng. Người chơi cũng có thể bắt côn trùng trên núi. Các loài cá và côn trùng mà người chơi bắt được sẽ hiển thị trong sách ảnh đặt tại thư viện trong thị trấn.
Cá và côn trùng mà người chơi bắt được (cũng như hoa mà người chơi trồng) cũng có thể trao đổi bằng Game Link Cable sang các bản sao khác của Harvest Moon 2 GBC hoặc với trò chơi Legend of the River King 2. Điều này được thực hiện tại máy tính trong thư viện. Có những loài Cá, Côn trùng và Hoa chỉ có thể kiếm được thông qua giao dịch.

### Mini game
Trò chơi có một số mini game có thể mở khóa trong suốt quá trình chơi trò chơi. Sau khi người chơi mở khóa thì có thể vào chơi bất cứ lúc nào từ TV trong nhà của người chơi.

### Kết bạn
Khi người chơi đi ra thị trấn và nói chuyện với những người trong cửa hàng của họ, họ sẽ đưa cho bạn một lời khuyên nếu bạn chọn tùy chọn "nói chuyện". Nếu trò chơi thêm nhiều lần, cách nói của họ sẽ thay đổi. Tình bạn của người chơi với họ sẽ tăng lên và người chơi có thể nhận được các sự kiện mới và thậm chí được tặng quà. Cách dễ nhất để nâng cao tình bạn chỉ là đến thăm và nói chuyện với họ. Cách khác là tặng quà cho họ. Thông thường người chơi không thể tặng quà cho dân làng bởi vì tất cả họ đều đang ở trong cửa hàng, chỉ trừ ngày Chủ nhật.
Mặc dù có thể kết bạn với dân làng trong Harvest Moon 2, nhưng người chơi không thể hẹn hò và kết hôn với bất kỳ ai.

## Đón nhận
Khi phát hành, tạp chí Famitsu đã chấm trò chơi điểm số 30 trên 40.
IGN đánh giá trò chơi ở mức 7,0, hoặc "khá", nói rằng thế giới trò chơi lớn hơn nhiều so với Harvest Moon đầu tiên và việc trồng trọt có nhiều cải thiện, nhưng khía cạnh mô phỏng hẹn hò của trò chơi bị lược bỏ khá nhiều.
Kerry Brunskill của Nintendo Life tỏ ý khen ngợi tính tự do thoải mái mà trò chơi đem lại cho người chơi "Hơn hai thập kỷ đã trôi qua kể từ khi trò chơi ra mắt, tôi vẫn luôn đánh giá cao tầm nhìn rõ ràng và sự đơn giản nhẹ nhàng của Harvest Moon 2. Tuy không có nhiều việc để làm nhưng đó là những thứ mà tôi muốn - và điều đó khiến tôi hạnh phúc."